# Pineto Volley 2023-2024
Questa voce raccoglie le informazioni riguardanti il Pineto Volley nelle competizioni ufficiali della stagione 2023-2024.

## Stagione
Nella stagione 2023-24 il Pineto Volley assume la denominazione sponsorizzata di Abba Pineto.
Partecipa per la sesta volta al campionato di Serie A2 classificandosi dodicesimo al termine della regular season.
La posizione in regular season consente al club di accedere alla Coppa Italia di Serie A2, dove viene eliminata negli ottavi di finale dal Cuneo.

## Organigramma societario
Area direttiva
- Presidente: Guido Abbondanza
- Vicepresidente: Francesco Marcacci
- Direttore sportivo: Massimo Forese
- Club manager: Lorenzo Calonico
- Team manager: Angelo Marolla
- Segreteria generale: Silvia Caddeo

Area tecnica
- Allenatore: Giacomo Tomasello (fino al 1º gennaio 2024), Cézar Douglas (dall'11 gennaio 2024)
- Allenatore in seconda: Loris Palermo
- Assistente allenatore: Rosario Angeloni
- Settore giovanile: Arianna Marinucci
- Scout man: Loris Palermo

Area comunicazione
- Addetto stampa: Antonio Di Berardino

Area marketing
- Responsabile marketing: Lorenzo Calonico

Area sanitaria
- Staff medico: Leonidas Kontochristos
- Medico sociale: Salvatore Del Principe, Adamo Di Giuseppe
- Preparatore atletico: Angelo Marolla
- Fisioterapista: Nicola Alagia

## Rosa
| N° | Nome                  | Ruolo | Data di nascita   | Nazionalità sportiva |
| -- | --------------------- | ----- | ----------------- | -------------------- |
| 1  | Andrea Santangelo     | S     | 19 novembre 1994  | Italia               |
| 2  | Matteo Mignano        | P     | 31 maggio 2002    | Italia               |
| 3  | Giancarlo Pesare      | L     | 3 settembre 1995  | Italia               |
| 4  | Alessandro Sorgente   | L     | 4 dicembre 1993   | Italia               |
| 5  | Rok Jerončič          | C     | 10 novembre 2001  | Italia               |
| 6  | Corey Chavers         | S     | 17 gennaio 1997   | Stati Uniti          |
| 7  | Mateusz Frąc          | O     | 4 novembre 1991   | Polonia              |
| 7  | Williams Padura       | O     | 24 ottobre 1986   | Italia               |
| 8  | Enrico Basso          | C     | 1º agosto 2000    | Italia               |
| 9  | Paolo Di Silvestre    | S     | 31 gennaio 1998   | Italia               |
| 10 | Matteo Paris          | P     | 13 settembre 1983 | Italia               |
| 11 | Kruno Nikačević       | C     | 11 gennaio 1996   | Croazia              |
| 12 | Gianluca Loglisci     | S     | 11 settembre 1998 | Italia               |
| 13 | Marco Rocco Panciocco | S     | 3 novembre 1999   | Italia               |
| 17 | Zouhair Msatfi        | S     | 25 settembre 1997 | Italia               |
| 18 | Angelo Marolla        | S     | 1º marzo 1983     | Italia               |
| 99 | Felipe Benavídez      | S     | 31 gennaio 1997   | Portogallo           |

## Mercato
| Acquisti                               | Acquisti              | Acquisti             | Acquisti   |
| R.                                     | Nome                  | da                   | Modalità   |
| -------------------------------------- | --------------------- | -------------------- | ---------- |
| S                                      | Felipe Benavídez      | Plessis-Robinson     | definitivo |
| S                                      | Corey Chavers         | Kīfisia              | definitivo |
| S                                      | Paolo Di Silvestre    | New Mater            | definitivo |
| C                                      | Rok Jerončič          | Saturnia Acicastello | definitivo |
| S                                      | Gianluca Loglisci     | Atlantide Brescia    | definitivo |
| S                                      | Zouhair Msatfi        | Portogruaro          | definitivo |
| C                                      | Kruno Nikačević       | Dukla Liberec        | definitivo |
| O                                      | Williams Padura       | Olimpia Bergamo      | definitivo |
| L                                      | Alessandro Sorgente   | Tuscania             | definitivo |
| Trasferimenti nel corso della stagione |                       |                      |            |
| O                                      | Mateusz Frąc          | Będzin               | definitivo |
| S                                      | Marco Rocco Panciocco | Porto Robur Costa    | definitivo |
| S                                      | Andrea Santangelo     | Cuneo                | definitivo |

| Cessioni                               | Cessioni          | Cessioni            | Cessioni   |
| R.                                     | Nome              | a                   | Modalità   |
| -------------------------------------- | ----------------- | ------------------- | ---------- |
| S                                      | Simone Baldari    | Casarano            | definitivo |
| O                                      | Roberto Bongiorno | Rinascita Lagonegro | definitivo |
| C                                      | Marco Bragatto    | San Giustino        | definitivo |
| C                                      | Lorenzo Calonico  | -                   | ritirato   |
| S                                      | Andrea Fioretti   | Rinascita Lagonegro | definitivo |
| L                                      | Ludovico Giuliani | Franco Tigano       | definitivo |
| S                                      | Jacob Link        | Al-Najma            | definitivo |
| S                                      | Pietro Merlo      | Virtus Fano         | definitivo |
| S                                      | Sebastiano Milan  | Emma Villas         | definitivo |
| C                                      | Alessio Omaggi    | Bologna             | definitivo |
| Trasferimenti nel corso della stagione |                   |                     |            |
| S                                      | Felipe Benavídez  | Plessis-Robinson    | definitivo |
| S                                      | Corey Chavers     | Kīfisia             | definitivo |
| O                                      | Williams Padura   | Olimpia Bergamo     | definitivo |

## Risultati

### Serie A2

#### Girone di andata
| 1ª Giornata - 15 ottobre 2023 PalaParenti, Santa Croce sull'Arno       | Lupi Santa Croce  | 1 - 3 | Pineto            | 25-21, 22-25, 21-25, 19-25        |
| 2ª Giornata - 22 ottobre 2023 Pala Santa Maria, Pineto                 | Pineto            | 3 - 2 | Atlantide Brescia | 30-32, 25-17, 21-25, 25-22, 15-12 |
| 3ª Giornata - 28 ottobre 2023 PalaParenti, Santa Croce sull'Arno       | Emma Villas       | 3 - 0 | Pineto            | 25-21, 25-13, 25-22               |
| 4ª Giornata - 1º novembre 2023 Pala Santa Maria, Pineto                | Pineto            | 2 - 3 | New Mater         | 25-18, 25-22, 13-25, 18-25, 13-15 |
| 5ª Giornata - 4 novembre 2023 PalaCastagnaretta, Cuneo                 | Cuneo             | 3 - 1 | Pineto            | 25-19, 25-17, 23-25, 25-18        |
| 6ª Giornata - 12 novembre 2023 PalaJacazzi, Aversa                     | Virtus Aversa     | 2 - 3 | Pineto            | 25-20, 19-25, 20-25, 25-22, 13-15 |
| 7ª Giornata - 19 novembre 2023 Pala Santa Maria, Pineto                | Pineto            | 3 - 2 | Porto Viro        | 25-20, 21-25, 21-25, 25-23, 15-11 |
| 8ª Giornata - 26 novembre 2023 Pala Santa Maria, Pineto                | Pineto            | 0 - 3 | Prata             | 24-26, 24-26, 20-25               |
| 9ª Giornata - 3 dicembre 2023 PalaBigi, Reggio nell'Emilia             | Tricolore         | 3 - 1 | Pineto            | 16-25, 25-20, 25-20, 25-22        |
| 10ª Giornata - 7 dicembre 2023 Pala Santa Maria, Pineto                | Pineto            | 2 - 3 | Impavida Ortona   | 31-29, 27-29, 25-18, 22-25, 13-15 |
| 11ª Giornata - 10 dicembre 2023 Palasport Grottazzolina, Grottazzolina | M&G               | 3 - 2 | Pineto            | 20-25, 26-28, 26-24, 25-13, 15-7  |
| 12ª Giornata - 17 dicembre 2023 Pala Santa Maria, Pineto               | Pineto            | 1 - 3 | Libertas Brianza  | 18-25, 26-24, 18-25, 23-25        |
| 13ª Giornata - 26 dicembre 2023 PalaDeAndré, Ravenna                   | Porto Robur Costa | 3 - 0 | Pineto            | 30-28, 25-23, 25-20               |

#### Girone di ritorno
| 14ª Giornata - 30 dicembre 2023 Pala Santa Maria, Pineto           | Pineto            | 1 - 3 | Lupi Santa Croce  | 25-21, 26-28, 22-25, 19-25        |
| 15ª Giornata - 6 gennaio 2024 PalaSanFilippo, Brescia              | Atlantide Brescia | 3 - 2 | Pineto            | 12-25, 25-16, 22-25, 25-16, 15-10 |
| 16ª Giornata - 13 gennaio 2024 Pala Santa Maria, Pineto            | Pineto            | 0 - 3 | Emma Villas       | 22-25, 19-25, 23-25               |
| 17ª Giornata - 20 gennaio 2024 PalaGrotte, Castellana Grotte       | New Mater         | 2 - 3 | Pineto            | 23-25, 24-26, 25-19, 27-25, 11-15 |
| 18ª Giornata - 28 gennaio 2024 Pala Santa Maria, Pineto            | Pineto            | 3 - 2 | Cuneo             | 25-22, 20-25, 16-25, 28-26, 15-11 |
| 19ª Giornata - 4 febbraio 2024 Pala Santa Maria, Pineto            | Pineto            | 3 - 2 | Virtus Aversa     | 25-22, 24-26, 25-17, 21-25, 15-12 |
| 20ª Giornata - 11 febbraio 2024 Palazzetto dello Sport, Porto Viro | Porto Viro        | 3 - 0 | Pineto            | 25-18, 25-22, 25-23               |
| 21ª Giornata - 17 febbraio 2024 PalaCrisafulli, Pordenone          | Prata             | 3 - 1 | Pineto            | 28-26, 29-31, 26-24, 25-17        |
| 22ª Giornata - 25 febbraio 2024 Pala Santa Maria, Pineto           | Pineto            | 3 - 0 | Tricolore         | 25-21, 25-23, 25-23               |
| 23ª Giornata - 3 marzo 2024 Palasport Comunale, Ortona             | Impavida Ortona   | 0 - 3 | Pineto            | 15-25, 23-25, 21-25               |
| 24ª Giornata - 10 marzo 2024 Pala Santa Maria, Pineto              | Pineto            | 2 - 3 | M&G               | 22-25, 25-13, 20-25, 25-23, 13-15 |
| 25ª Giornata - 17 marzo 2024 PalaFrancescucci, Casnate con Bernate | Libertas Brianza  | 3 - 2 | Pineto            | 25-20, 25-27, 25-19, 22-25, 15-10 |
| 26ª Giornata - 24 marzo 2024 Pala Santa Maria, Pineto              | Pineto            | 0 - 3 | Porto Robur Costa | 23-25, 23-25, 25-27               |

### Coppa Italia di Serie A2
| Gara 1 Ottavi - 14 aprile 2024 PalaCastagnaretta, Cuneo | Cuneo  | 3 - 0 | Pineto | 25-16, 25-23, 25-22 |
| Gara 2 Ottavi - 20 aprile 2024 Pala Santa Maria, Pineto | Pineto | 0 - 3 | Cuneo  | 15-25, 20-25, 19-25 |

## Statistiche

### Statistiche di squadra
| Competizione             | Punti | In casa | In casa | In casa | In trasferta | In trasferta | In trasferta | Totale | Totale | Totale |
| Competizione             | Punti | G       | V       | P       | G            | V            | P            | G      | V      | P      |
| ------------------------ | ----- | ------- | ------- | ------- | ------------ | ------------ | ------------ | ------ | ------ | ------ |
| Serie A2                 | 27    | 13      | 5       | 8       | 13           | 4            | 9            | 26     | 9      | 17     |
| Coppa Italia di Serie A2 |       | 1       | 0       | 1       | 1            | 0            | 1            | 2      | 0      | 2      |
| Totale                   | -     | 14      | 5       | 9       | 14           | 4            | 10           | 28     | 9      | 19     |

G = partite giocate; V = partite vinte; P = partite perse 

### Statistiche dei giocatori
| Giocatore       | Serie A2 | Serie A2 | Serie A2 | Serie A2 | Serie A2 | Coppa Italia di Serie A2 | Coppa Italia di Serie A2 | Coppa Italia di Serie A2 | Coppa Italia di Serie A2 | Coppa Italia di Serie A2 | Totale | Totale | Totale | Totale | Totale |
| Giocatore       | P        | PT       | AV       | MV       | BV       | P                        | PT                       | AV                       | MV                       | BV                       | P      | PT     | AV     | MV     | BV     |
| --------------- | -------- | -------- | -------- | -------- | -------- | ------------------------ | ------------------------ | ------------------------ | ------------------------ | ------------------------ | ------ | ------ | ------ | ------ | ------ |
| E. Basso        | 25       | 138      | 94       | 36       | 8        | 2                        | 5                        | 2                        | 2                        | 1                        | 27     | 143    | 96     | 38     | 9      |
| F. Benavídez    | 7        | 71       | 63       | 5        | 3        | -                        | -                        | -                        | -                        | -                        | 7      | 71     | 63     | 5      | 3      |
| C. Chavers      | 10       | 38       | 32       | 4        | 2        | -                        | -                        | -                        | -                        | -                        | 10     | 38     | 32     | 4      | 2      |
| P. Di Silvestre | 25       | 279      | 236      | 23       | 20       | 2                        | 9                        | 7                        | 1                        | 1                        | 27     | 288    | 243    | 24     | 21     |
| M. Frąc         | 19       | 209      | 174      | 19       | 16       | 2                        | 1                        | 1                        | 0                        | 0                        | 21     | 210    | 175    | 19     | 16     |
| R. Jerončič     | 24       | 77       | 45       | 26       | 6        | 2                        | 2                        | 0                        | 2                        | 0                        | 26     | 79     | 45     | 28     | 6      |
| G. Loglisci     | 25       | 172      | 141      | 17       | 14       | 2                        | 6                        | 6                        | 0                        | 0                        | 27     | 178    | 147    | 17     | 14     |
| A. Marolla      | 0        | 0        | 0        | 0        | 0        | 0                        | 0                        | 0                        | 0                        | 0                        | 0      | 0      | 0      | 0      | 0      |
| M. Mignano      | 20       | 3        | 1        | 1        | 1        | 2                        | 0                        | 0                        | 0                        | 0                        | 22     | 3      | 1      | 1      | 1      |
| Z. Msatfi       | 11       | 0        | 0        | 0        | 0        | 1                        | 0                        | 0                        | 0                        | 0                        | 12     | 0      | 0      | 0      | 0      |
| K. Nikačević    | 26       | 265      | 167      | 75       | 23       | 2                        | 15                       | 6                        | 8                        | 1                        | 28     | 280    | 173    | 83     | 24     |
| W. Padura       | 0        | 0        | 0        | 0        | 0        | -                        | -                        | -                        | -                        | -                        | 0      | 0      | 0      | 0      | 0      |
| M. Panciocco    | 19       | 166      | 139      | 14       | 13       | 2                        | 10                       | 10                       | 0                        | 0                        | 21     | 176    | 149    | 14     | 13     |
| M. Paris        | 26       | 49       | 31       | 15       | 3        | 2                        | 1                        | 1                        | 0                        | 0                        | 28     | 50     | 32     | 15     | 3      |
| G. Pesare       | 15       | 0        | 0        | 0        | 0        | 1                        | 0                        | 0                        | 0                        | 0                        | 16     | 0      | 0      | 0      | 0      |
| A. Santangelo   | 10       | 168      | 143      | 12       | 13       | 2                        | 23                       | 20                       | 2                        | 1                        | 12     | 191    | 163    | 14     | 14     |
| S. Alessandro   | 26       | 0        | 0        | 0        | 0        | 2                        | 0                        | 0                        | 0                        | 0                        | 28     | 0      | 0      | 0      | 0      |

P = presenze; PT = punti totali; AV = attacchi vincenti; MV = muri vincenti; BV = battute vincenti